# Hot Boyz
Hot Boyz je R&B no.1 singl raperky Missy Elliott a zpěvačky Lil' Mo.V remixové verzi se objevili Nas, Eve a Q-Tip. Song strávil 6 týdne na čísle 1 US R&B chart, 16 týdnů na čísle 1 Hot Rap Tracks a umístil se na čísle 5 Billboard Hot 100 Chart. Singl bodoval i v Británii, kde se umístil na čísle 18 a stal se jejím 4. top 20 sólovým umístěním.

## Cenzura
Než se song Hot Boyz stal singlem, Missy v něm říkala větu This is for my ghetto motherfuckers.
V normální, čisté verzi byla věta odstraněna, stejně tak i v remixové.

## Track List

### US Singl
12" Promo 
Side A
1. "Hot Boyz" (Remix) (Original Version) (featuring Lil Mo, Nas, Eve & Q-Tip) – 3:53
2. "Hot Boyz" (Remix) (Amended Version) (featuring Lil Mo, Nas, Eve & Q-Tip) – 3:53
3. "Hot Boyz" (Remix) (Acapella) (featuring Lil Mo, Nas, Eve & Q-Tip) – 3:50

Side B
1. "Hot Boyz" (Amended Version) (featuring Lil' Mo) – 3:33
2. "Hot Boyz" (Instrumental) – 3:35

CD Single 
1. "Hot Boyz" (Amended Version) (featuring Lil' Mo) – 3:33
2. "Hot Boyz" (Remix Amended Version) (featuring Lil Mo, Nas, Eve & Q-Tip) – 3:53
3. "Hot Boyz" (Remix Original Version) (featuring Lil Mo, Nas, Eve & Q-Tip) – 3:53

CD Maxi-Single 
1. "Hot Boyz" (Remix Original Version) (featuring Lil Mo, Nas, Eve & Q-Tip)
2. "U Can't Resist" (Original Version) (featuring B.G. & Juvenile)
3. "She's A Bitch" (Original Version)
4. "She's A Bitch" (Blaze 2000 Remix)
5. "Hot Boyz" (Instrumental)
6. "Hot Boyz" (Remix Acapella) (featuring Nas, Eve & Q-Tip)

## Charts
| Hitparáda | Umístění |
| --------- | -------- |
| US R&B    | 1        |
| US Rap    | 1        |
| Anglie    | 18       |